# Navas de Tolosa
Las Navas de Tolosa (también llamada popularmente Las Navas) es una localidad y pedanía española perteneciente al municipio de La Carolina, en la provincia de Jaén. Está situada en la parte oriental de la comarca de Sierra Morena. A quince kilómetros del límite con la provincia de Ciudad Real por Despeñaperros, cerca de esta localidad se encuentran los núcleos de Santa Elena y Carboneros.
Es célebre por ser el lugar de una decisiva batalla entre tropas cristianas y musulmanas en 1212.

## Historia

### Fundación
La funda el rey Carlos III en el siglo XVIII, a la vez que otras localidades de las denominadas Nuevas Poblaciones de Andalucía y Sierra Morena. Se desarrolla a partir de la existente Venta de Linares, en el lugar donde se encuentran los restos de la alcazaba musulmana; recibiendo este nombre la nueva localidad en honor a esta fortificación.

## Demografía
Según el Instituto Nacional de Estadística de España, en el año 2021 las Navas de Tolosa contaba con 417 habitantes censados, lo que representa el 2,77% de la población total del municipio.

### Evolución de la población
| Gráfica de evolución demográfica de Navas de Tolosa entre 2011 y 2021 |
|                                                                       |
| Datos según el nomenclátor publicado por el INE.                      |

## Cultura

### Monumentos
- Castillo de las Navas de Tolosa: construido en el siglo X por los musulmanes, fue conquistado en 1212. Actualmente se encuentra en ruinas, que se ubican próximas a la localidad, junto a la carretera N-IV.
- Iglesia de la Inmaculada: construida en el siglo XVIII, cuando se funda la localidad.

### Fiestas
- El 13 de junio, San Antonio de Padua, patrón de la localidad.
- El 16 de julio, Nuestra Señora del Carmen.